# Neoaliturus alboguttata
Neoaliturus alboguttata är en insektsart som beskrevs av Lethierry 1874. Neoaliturus alboguttata ingår i släktet Neoaliturus och familjen dvärgstritar. Inga underarter finns listade i Catalogue of Life.